# ديف هيل (ممثل)
ديف هيل (بالإنجليزية: Dave Hill)‏ هو ممثل بريطاني، ولد في 16 أكتوبر 1945 في المملكة المتحدة.

## وصلات خارجية
- ديف هيل على موقع IMDb (الإنجليزية)
- ديف هيل على موقع ألو سيني (الفرنسية)
- ديف هيل على موقع أول موفي (الإنجليزية)
- ديف هيل على موقع قاعدة بيانات الأفلام السويدية (السويدية)
- ديف هيل على موقع قاعدة بيانات الفيلم (الإنجليزية)
- ديف هيل على موقع كينوبويسك (الروسية)